# Point de fonctionnement
En électrotechnique et en électronique, le point de fonctionnement d'un circuit est l'état moyen dans lequel il se stabilise en l'absence de signal, mais avec toutes ses sources et ses charges connectées.
C'est typiquement ce qu'on ajuste quand on fait une adaptation d'impédance entre une source et une charge, ou quand on polarise un transistor.